# ممینگن

موقعیت شهر ممینگن در ایالت بایرن.

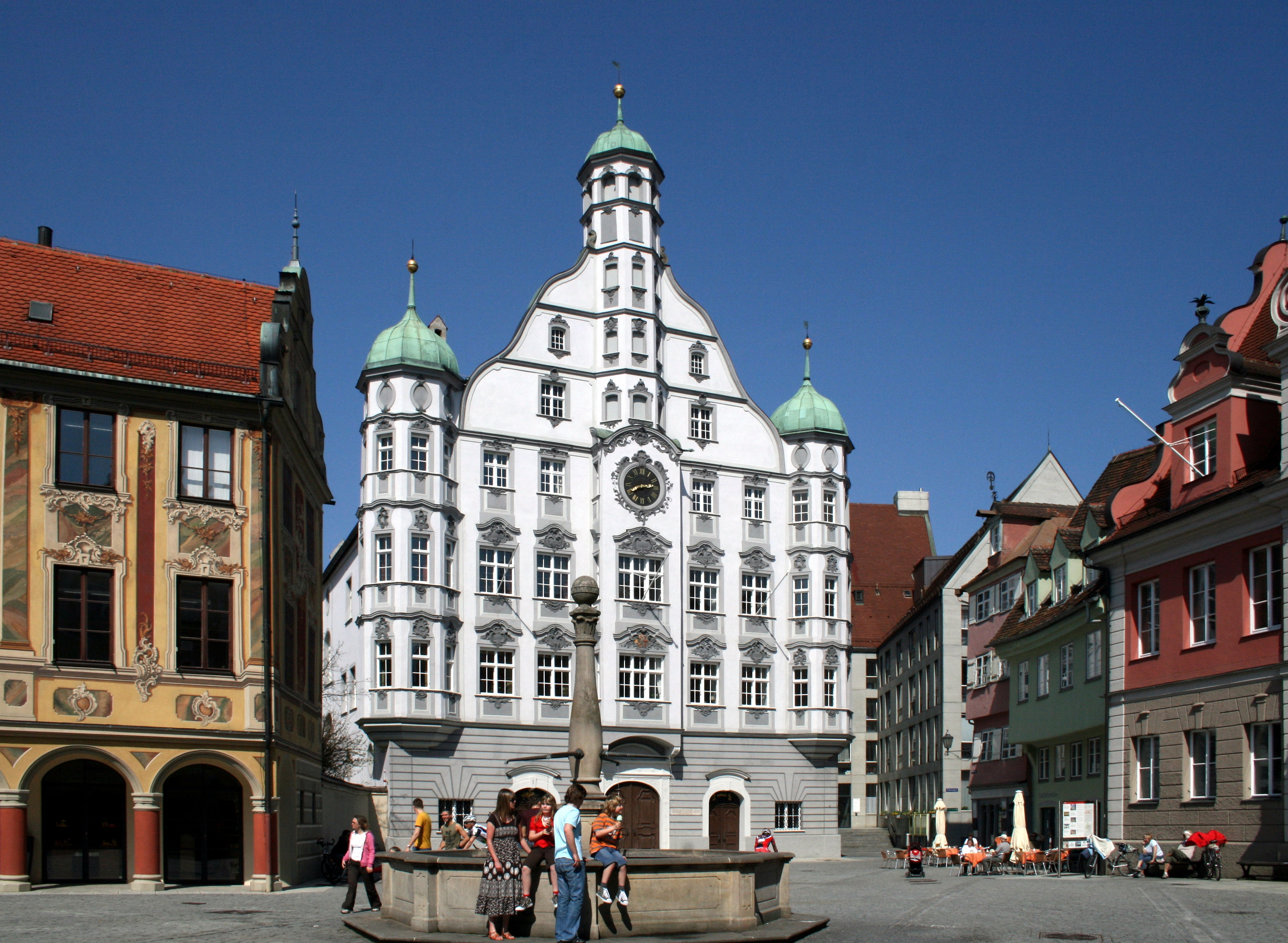
شهرداری ممینگن در میدان اصلی شهر.

شهر ممینگن (به آلمانی: Memmingen) در ایالت بایرن در کشور آلمان واقع شده‌است. این شهر ۴۱۰۰۰ نفر جمعیت دارد و جزو پنج شهر بزرگ در بخش اشوابن بایرن محسوب شده و دارای فرودگاه است. تأسیس این شهر به دورهٔ رومی‌ها می‌رسد.